# مذكرات الكابتن روك
مذكرات كابتن روك هي رواية ساخرة صدرت عام 1824 للكاتب الأيرلندي توماس مور. نشرت لأول مرة في لندن عن دار لونجمان. وصدرت في نفس العام الذي تُلفت فيه مذكرات صديقه اللورد جورج بايرون والتي تركت مور أكثر فقراً بمقدار 2000 جنيه إسترليني. القصة مستوحاة من الكابتن روك [الإنجليزية] الأسطوري، زعيم التمرد الزراعي الشعبي في أيرلندا على غرار الكابتن سوينغ [الإنجليزية] في إنجلترا. ويُزعم أنها مذكرات عن مسيرة عائلته المهنية.

## ملخص
كان مور مقيمًا لفترة طويلة في إنجلترا، وكان شخصية بارزة في عهد الوصاية على العرش في دوائر اليمينيين، لكنه احتفظ باهتمامه بالشؤون الأيرلندية ودعم اللجنة الكاثوليكية التي سعت إلى إلغاء قوانين العقوبات. كان الكتاب مستوحى من رحلة قام بها مور عام 1823 عبر أيرلندا مع راعيه الأنجلو أيرلندي مركيز لانسداون، الذي كان يمتلك عقارات كبيرة في غرب أيرلندا. كان مور ينوي في البداية السفر بصحبة صديقه اللورد جون رسل، رئيس الوزراء المستقبلي، الذي اضطر إلى الانسحاب في اللحظة الأخيرة. شهد مور الفقر في أجزاء من المناطق الريفية في أيرلندا، وكان مفتونًا بالقصص التي سمعها عن الكابتن الأسطوري روك الذي قاد التمرد الريفي. عند عودته إلى منزله في ويلتشاير بالقرب من بوود [الإنجليزية]، كتب الكتاب كتحويل عن عمله في سيرته الذاتية عن ريتشارد برينسلي شيريدان.

## فهرس
- Kelly, Ronan. Bard of Erin: The Life of Thomas Moore. Penguin Books, 2009.
- Swift, Roger & Gilley, Sheridan (ed.) The Irish in Britain, 1815-1939. Rowman & Littlefield, 1989.